# Hear Nothing See Nothing Say Nothing
Hear Nothing See Nothing Say Nothing es el primer álbum de estudio de la banda de hardcore punk y heavy metal Discharge, lanzado el 21 de mayo de 1982 por el sello Clay Records.
El disco fue muy importante para la escena hardcore británica y para la evolución de subgéneros extremos, tanto en el metal como en el punk. También, marcó el camino e influenció a géneros como el thrash y el black metal, y el crust punk y el grindcore.

## Lista de temas
- Todos los temas escritos por Discharge.

Cara 1
1. "Hear Nothing See Nothing Say Nothing" - 1:33
2. "The Nightmare Continues" - 1:51
3. "The Final Blood Bath" - 1:42
4. "Protest and Survive" - 2:17
5. "I Won't Subscribe" - 1:39
6. "Drunk With Power" - 2:46
7. "Meanwhile" - 1:30

Side two
1. "A Hell on Earth" - 1:54
2. "Cries of Help" - 1:05
3. "The Possibility of Life's Destruction" - 1:17
4. "Q: And Children? A: And Children" - 1:49
5. "The Blood Runs Red" - 1:37
6. "Free Speech for the Dumb" - 2:18
7. "The End" - 2:32

## Temas extra de la reedición
| Temas extra de la reedición |                                        |                                                                           |          |  |
| N.º                         | Título                                 | Lanzamiento original                                                      | Duración |  |
| 15.                         | «Never Again»                          | Never Again (1981)                                                        | 2:23     |  |
| 16.                         | «Death Dealers»                        | Never Again (1981)                                                        | 1:44     |  |
| 17.                         | «Two Monstrous Nuclear Stockpiles»     | Never Again (1981)                                                        | 1:10     |  |
| 18.                         | «State Violence State Control»         | "State Violence, State Control" (1982)                                    | 2:45     |  |
| 19.                         | «Doomsday»                             | "State Violence, State Control" (1982)                                    | 2:40     |  |
| 20.                         | «Warning»                              | Warning: Her Majesty's Government Can Seriously Damage Your Health (1983) | 2:50     |  |
| 21.                         | «Where There Is a Will There Is a Way» | Warning: Her Majesty's Government Can Seriously Damage Your Health (1983) | 2:06     |  |
| 22.                         | «In Defence of Our Future»             | Warning: Her Majesty's Government Can Seriously Damage Your Health (1983) | 2:07     |  |
| 23.                         | «Anger Burning»                        | Warning: Her Majesty's Government Can Seriously Damage Your Health (1983) | 2:31     |  |

## Formación
- Kelvin "Cal" Morris – Voz
- Tony "Bones" Roberts – Guitarra, coros
- Roy "Rainy" Wainwright – Bajo
- Garry Maloney – Batería